# Vitesse individuelle féminine aux Jeux olympiques d'été de 2008
Navigation
Athènes 2004 Londres 2012
La vitesse individuelle féminine, épreuve de cyclisme sur piste des Jeux olympiques d'été de 2008, a lieu le 19 août 2008 sur le Vélodrome de Laoshan de Pékin. La course est remportée par la cycliste britannique Victoria Pendleton.

## Qualification
Chaque cycliste réalise un temps sur 200 mètres.
| Rang | Cycliste              | Pays            | Temps       | Vitesse moyenne (km/h) |
| ---- | --------------------- | --------------- | ----------- | ---------------------- |
| 1    | Victoria Pendleton    | Grande-Bretagne | 10 s 963 OR | 65,675                 |
| 2    | Guo Shuang            | Chine           | 11 s 106    | 64,829                 |
| 3    | Anna Meares           | Australie       | 11 s 140    | 64,631                 |
| 4    | Willy Kanis           | Pays-Bas        | 11 s 167    | 64,475                 |
| 5    | Simona Krupeckaitė    | Lituanie        | 11 s 222    | 64,159                 |
| 6    | Clara Sanchez         | France          | 11 s 365    | 63,352                 |
| 7    | Natallia Tsylinskaya  | Biélorussie     | 11 s 372    | 63,313                 |
| 8    | Jennie Reed           | États-Unis      | 11 s 400    | 63,157                 |
| 9    | Lisandra Guerra       | Cuba            | 11 s 462    | 62,816                 |
| 10   | Yvonne Hijgenaar      | Pays-Bas        | 11 s 533    | 62,429                 |
| 11   | Svetlana Grankovskaya | Russie          | 11 s 544    | 62,370                 |
| 12   | Sakie Tsukuda         | Japon           | 12 s 134    | 59,337                 |

## Premier tour
Les 12 pistardes se rencontrent en tête à tête en fonction de leur temps de qualification. La 1re contre la 12e, la 2e contre le 11e et ainsi de suite. La course se déroule sur trois tours de piste et la vainqueur de chaque match se qualifie pour le tour suivant. La perdante va en repêchage.
| Cycliste           | Pays            | Temps    | Vitesse moyenne (km/h) |
| ------------------ | --------------- | -------- | ---------------------- |
| Victoria Pendleton | Grande-Bretagne | 11 s 736 | 61,349                 |
| Sakie Tsukuda      | Japon           |          |                        |

| Cycliste              | Pays   | Temps    | Vitesse moyenne (km/h) |
| --------------------- | ------ | -------- | ---------------------- |
| Guo Shuang            | Chine  | 11 s 410 | 63,102                 |
| Svetlana Grankovskaya | Russie |          |                        |

| Cycliste         | Pays      | Temps    | Vitesse moyenne (km/h) |
| ---------------- | --------- | -------- | ---------------------- |
| Anna Meares      | Australie | 11 s 663 | 61,733                 |
| Yvonne Hijgenaar | Pays-Bas  |          |                        |

| Cycliste        | Pays     | Temps    | Vitesse moyenne (km/h) |
| --------------- | -------- | -------- | ---------------------- |
| Willy Kanis     | Pays-Bas | 12 s 155 | 59,234                 |
| Lisandra Guerra | Cuba     | REL      |                        |

| Cycliste           | Pays       | Temps    | Vitesse moyenne (km/h) |
| ------------------ | ---------- | -------- | ---------------------- |
| Jennie Reed        | États-Unis | 11 s 955 | 60,225                 |
| Simona Krupeckaitė | Lituanie   |          |                        |

| Cycliste             | Pays        | Temps    | Vitesse moyenne (km/h) |
| -------------------- | ----------- | -------- | ---------------------- |
| Clara Sanchez        | France      | 11 s 607 | 62,031                 |
| Natallia Tsylinskaya | Biélorussie |          |                        |

### Repêchage du premier tour
Les 6 perdantes du premier tour sont réparties en trois séries de trois coureuses. La course se déroule sur trois tours de piste et la vainqueur de chaque match se qualifie pour le tour suivant. Les perdantes sont éliminées.
| Cycliste             | Pays        | Temps    | Vitesse moyenne (km/h) |
| -------------------- | ----------- | -------- | ---------------------- |
| Natallia Tsylinskaya | Biélorussie | 11 s 871 | 60,652                 |
| Lisandra Guerra      | Cuba        |          |                        |
| Sakie Tsukuda        | Japon       |          |                        |

| Cycliste              | Pays     | Temps    | Vitesse moyenne (km/h) |
| --------------------- | -------- | -------- | ---------------------- |
| Simona Krupeckaitė    | Lituanie | 12 s 123 | 59,391                 |
| Svetlana Grankovskaya | Russie   |          |                        |
| Yvonne Hijgenaar      | Pays-Bas |          |                        |

## Quarts de finale
Les 8 coureuses restantes se rencontrent en tête à tête. La vainqueur de chaque match au meilleur des trois manches se qualifie pour les demi-finales. Les éliminées s'affrontent pour les places 5 à 8.
| Cycliste           | Pays            | Temps (Manche 1) | Temps (Manche 2) |
| ------------------ | --------------- | ---------------- | ---------------- |
| Victoria Pendleton | Grande-Bretagne | 11 s 389         | 11 s 672         |
| Simona Krupeckaitė | Lituanie        |                  |                  |

| Cycliste             | Pays        | Temps (Manche 1) | Temps (Manche 2) |
| -------------------- | ----------- | ---------------- | ---------------- |
| Guo Shuang           | Chine       | 11 s 501         | 11 s 627         |
| Natallia Tsylinskaya | Biélorussie |                  |                  |

| Cycliste      | Pays      | Temps (Manche 1) | Temps (Manche 2) |
| ------------- | --------- | ---------------- | ---------------- |
| Anna Meares   | Australie | 11 s 716         | 12 s 108         |
| Clara Sanchez | France    |                  |                  |

| Cycliste    | Pays       | Temps (Manche 1) | Temps (Manche 2) |
| ----------- | ---------- | ---------------- | ---------------- |
| Willy Kanis | Pays-Bas   | 11 s 944         | 11 s 767         |
| Jennie Reed | États-Unis |                  |                  |

## Demi-finales
Les coureuses s'affrontent dans des duels au meilleur des trois manches. Les deux gagnantes se qualifient pour la finale. Les deux éliminées s'affrontent pour la médaille de bronze.
Match 1
| Cycliste           | Pays            | Temps (Manche 1) | Temps (Manche 2) |
| ------------------ | --------------- | ---------------- | ---------------- |
| Victoria Pendleton | Grande-Bretagne | 11 s 537         | 11 s 885         |
| Willy Kanis        | Pays-Bas        |                  |                  |

Match 2
| Cycliste    | Pays      | Temps (Manche 1) | Temps (Manche 2) | Temps (Manche 3) |
| ----------- | --------- | ---------------- | ---------------- | ---------------- |
| Anna Meares | Australie |                  | 11 s 578         | 11 s 617         |
| Guo Shuang  | Chine     | 11 s 629         |                  | Disqualifiée     |

### Match de classement 9-12
Pour déterminer le classement de la neuvième à la douzième place, les quatre éliminés des repêchages ont disputé une course, le gagnant prenant la neuvième place de l'épreuve et ainsi de suite.
Match de classement
| Cycliste              | Pays     | Temps    | Vitesse moyenne (km/h) | Rang |
| --------------------- | -------- | -------- | ---------------------- | ---- |
| Svetlana Grankovskaya | Russie   | 12 s 192 | 59,055                 | 9    |
| Lisandra Guerra       | Cuba     |          |                        | 10   |
| Yvonne Hijgenaar      | Pays-Bas |          |                        | 11   |
| Sakie Tsukuda         | Japon    |          |                        | 12   |

## Finales
Les coureurs s'affrontent pour la médaille de bronze au meilleur des trois manches.
Match pour la médaille de bronze
| Cycliste    | Pays     | Temps (Manche 1) | Temps (Manche 2) | Rang |
| ----------- | -------- | ---------------- | ---------------- | ---- |
| Guo Shuang  | Chine    | 11 s 420         | 11 s 617         | 3    |
| Willy Kanis | Pays-Bas |                  |                  | 4    |

La finale se dispute au meilleur des trois manches, Victoria Pendleton remporte les deux premières et devient Championne olympique. Elle succède à Lori-Ann Muenzer.

Match pour la médaille d'or
| Cycliste           | Pays            | Temps (Manche 1) | Temps (Manche 2) | Rang |
| ------------------ | --------------- | ---------------- | ---------------- | ---- |
| Victoria Pendleton | Grande-Bretagne | 11 s 363         | 11 s 118         | 1    |
| Anna Meares        | Australie       |                  |                  | 2    |

### Match de classement 5-8
Les quatre éliminés des quarts de finale ont disputé une course, le gagnant prenant la cinquième place de l'épreuve et ainsi de suite.
Match de classement
| Cycliste             | Pays        | Temps        | Vitesse moyenne (km/h) | Rang |
| -------------------- | ----------- | ------------ | ---------------------- | ---- |
| Clara Sanchez        | France      | 12 s 264     | 58,708                 | 5    |
| Natallia Tsylinskaya | Biélorussie |              |                        | 6    |
| Jennie Reed          | États-Unis  |              |                        | 7    |
| Simona Krupeckaitė   | Lituanie    | Disqualifiée |                        | 8    |